# Slavek II. Hrabišic
Slavek II. Hrabišic († po 1209)  byl český šlechtic z rodu Hrabišiců.

## Život
Narodil se jako syn Boreše I. Hrabišice. V pramenech se objevil pouze v roce 1207 a 1209. V prvním případě obdaroval obilným desátkem ze vsi Odolic klášter v Oseku, fundaci svého strýce Slavka I. Po roce 1209 patrně zemřel.